# Thin Ice (Doctor Who)
"Thin Ice" é o terceiro episódio da décima temporada da série de ficção científica britânica Doctor Who, transmitido originalmente através da BBC One em 29 de abril de 2017. Foi escrito por Sarah Dollard e dirigido por Bill Anderson.
Neste episódio, o alienígena viajante do tempo conhecido como o Doutor (Peter Capaldi) e sua companheira Bill Potts (Pearl Mackie), pousam na última feira sobre o rio Tâmisa congelado em 1814 e descobrem que uma criatura marítima gigante que vive embaixo do rio está sendo explorada por homem rico chamado Sutcliffe.

## Enredo
O Doutor e Bill Potts chegam em Londres em 1814, no meio de uma feira em cima do rio Tâmisa congelado. Depois de se vestirem com roupas de época, eles vão explorar o local, não sabendo que os sensores da TARDIS identificaram uma grande forma de vida sob o gelo.
A chave de fenda sônica do Doutor é roubada por Spider, uma de várias crianças ladronas órfãs liderados por Kitty. O Doutor e Bill perseguem os dois até fora da feira. Lá, luzes brilhantes sob o gelo cercam os pés de Spider e antes que o Doutor possa salvá-lo, o garoto é puxado para baixo do gelo. Bill fica preocupada com a falta de remorso do Doutor pela morte de Spider. Eles rastreiam Kitty e descobrem que o grupo foi pago para trazer mais pessoas para a feira, com alguns desaparecidos.
O Doutor e Bill vestem roupas de mergulho e propositadamente deixam as luzes levá-los; As luzes abaixo são de peixes estranhos e de uma criatura marítima gigante presa por correntes que comeu Spider e as outras pessoas desaparecidas. Voltando à superfície, eles descobrem com Kitty que seu benfeitor é o Senhor Sutcliffe, um homem rico. Sutcliffe afirma que sua família usou a criatura, coletando e vendendo seus resíduos, capazes de alimentar viagens interestelares, para acumular sua fortuna e se recusar a parar. Temendo que o Doutor saiba demais, Sutcliffe manda ele e Bill para serem mortos, enquanto ele monta uma bomba para fazer o gelo se despedaçar.
O Doutor e Bill fogem, e enquanto Bill trabalha com Kitty e os outros órfãos para tirar as pessoas do gelo, o Doutor pega a bomba e as coloca nas correntes da criatura. Quando Sutcliffe dispara a bomba, a criatura consegue se soltar e Sutcliffe cai na água gelada quando a criatura racha o gelo. O Doutor então passa à mansão de Sutcliffe aos órfãos, permitindo que eles vivessem lá.
Eles retornam ao presente, onde Nardole repreende o Doutor por quebrar seu juramento de permanecer na Terra. Bill encontra em jornais velhos que os órfãos viveram uma vida longa, embora tenha se surpreendido que não havia nenhuma menção da criatura do mar. Nardole, ao verificar o cofre sob a Universidade, ouve batidas repetidas dentro dele e diz que ele só vai deixá-lo sair com um pedido adequado do Doutor.

### Continuidade
O Doutor assegura a Bill que eles não viajaram para um mundo paralelo. O Doutor visitou Terras alternativas antes, tal como visto em Inferno e o "mundo de Pete", visitado pelo Décimo Doutor e Rose Tyler em "Rise of the Cybermen"/"The Age of Steel".
Martha Jones também expressa preocupação em mudar o futuro devido ao efeito borboleta em "The Shakespeare Code", ao qual o Décimo Doutor responde: "O que as borboletas já lhe fizeram?".
O Doutor menciona que ele já participou das feiras sobre o gelo antes. Em "A Good Man Goes to War", River Song diz que o Décimo primeiro Doutor a levou à feira em 1814 para seu aniversário, onde foram acompanhados por Stevie Wonder. O Décimo segundo Doutor também levou Clara Oswald para a feira em 1814 no romance "Silhouette", e outras encarnações visitaram as feiras em vários romances e audiolivros.
"Doutor Disco" é o mesmo nome que o Doutor usou quando deixou uma mensagem de voz para Clara em "The Zygon Invasion".
O Sétimo Doutor diz a Ace em Remembrance of the Daleks que "sua espécie tem a capacidade incrível de auto-decepção", já que não há nenhum registro da "troca Zygon do Monstro do Lago Ness" ou de "Yetis no subsolo". Em "In the Forest of the Night", o Décimo segundo Doutor diz a Clara que "o superpoder dos humanos é esquecer" acontecimentos extraordinários.

## Produção
A leitura do segundo bloco de produção da décima temporada ocorreu em 18 de julho de 2016 e as filmagens começaram em 1º de agosto de 2016, começando com o terceiro episódio da série, "Thin Ice", e depois o quarto episódio, "Knock Knock".

## Transmissão e recepção
O episódio foi assistido por 3,76 milhões de telespectadores durante a noite, um ligeiro decréscimo em relação aos dois episódios anteriores, sendo o quarto programa mais assistido, ficando atrás de de Britain's Got Talent, Mrs. Brown's Boys e Casualty. Teve índice da apreciação de 84.